# لی سونگ کیونگ
لی سونگ کیونگ (کره‌ای: 이성경؛ زادهٔ ۱۰ اوت ۱۹۹۰) مدل، بازیگر و خواننده اهل کره جنوبی است. او بیشتر به خاطر ایفای نقش در مجموعه‌های تلویزیونی پنیر در تله (۲۰۱۶)، پزشکان (۲۰۱۶)، پری وزنه‌برداری کیم بوک‌جو (۲۰۱۶)، دکتر رمانتیک ۲ (۲۰۲۰) و ستاره‌های دنباله‌دار (۲۰۲۲) شناخته می‌شود.

## اوایل زندگی و تحصیلات
لی سونگ کیونگ زادهٔ ۱۰ اوت ۱۹۹۰ در شهر گویانگ، استان گیونگ‌گی، کره جنوبی است. در ۲۲ فوریه ۲۰۱۶، از دانشگاه زنان دونگ‌دوک فارغ‌التحصیل شد.

## حرفه
لی سونگ کیونگ حرفهٔ سرگرمی خود را به عنوان مدل آغاز کرد و در مسابقات محلی سوپر مدل سال ۲۰۰۸ شرکت کرد. در سال ۲۰۱۳، پیپرز با همکاری لی سونگ کیونگ یک تک‌آهنگ با نام «عاشقتم» منتشر کرد.
در سال ۲۰۱۴، لی سونگ کیونگ حرفهٔ بازیگری خود را با ایفای نقش مکمل در مجموعه تلویزیونی مشکلی نیست این عشقه آغاز کرد و به اولین مدل-بازیگر زیر نظر وای‌جی کی‌پلاس، یک سرمایه‌گذاری مشترک بین وای‌جی انترتینمنت و کی-پلاس، تبدیل شد. به دنبال آن، لی در درام آخر هفته‌های شبکه ام‌بی‌سی، به نام گل ملکه در سال ۲۰۱۵ ایفای نقش کرد. او برندهٔ جایزه «بهترین بازیگر تازه‌کار زن» در یک درام پروژه ویژه در مراسم جوایز درامای ام‌بی‌سی به خاطر نقش خود شد.
در سال ۲۰۱۶، لی سونگ کیونگ در مجموعه عاشقانه دانشگاهی شبکه تی‌وی‌ان به نام پنیر در تله ایفای نقش کرد. در ۲۸ آوریل ۲۰۱۶، لی سونگ کیونگ یک تک‌آهنگ با همکاری ادی کیم منتشر کرد که کاوری از ترانهٔ گروه شارپ به نام «لب‌هایم مثل قهوهٔ گرم هستند» بود. لی سونگ کیونگ سپس در درام پزشکی شبکه اس‌بی‌اس به نام پزشکان به عنوان جراح مغز و اعصاب بازی کرد. در همان سال، او نخستین نقش اصلی خود در یک مجموعه تلویزیونی را در پری وزنه‌برداری کیم بوک‌جو، یک درام وزشی الهام گرفته از زندگی واقعی قهرمان وزنه‌برداری المپیک به نام جانگ می ران، ایفا کرد.
در سال ۲۰۱۷، لی سونگ کیونگ در کنار پارک هیونگ شیک، فیلم ترول‌ها را صداگذاری کرد. او همچنین در فیلم کمدی درام کشتی‌گیر که اولین تجربهٔ کارگردانی کیم ده وونگ بود، ایفای نقش کرد.
لی سونگ کیونگ همچنین در تک‌آهنگ «آخرین سکانس» از آلبوم ۸=۲×۴ از سای همکاری کرد. در سال ۲۰۱۸، سونگ کیونگ در ملودرام فانتزی درباره زمان ایفای نقش کرد. او در فیلم اکشن کمدی خانم‌های پلیس در کنار را می ران ایفای نقش کرد که در ۹ مه ۲۰۱۹ منتشر شد.
در سال ۲۰۲۰، سونگ کیونگ در فصل دوم درام محبوب پزشکی دکتر رمانتیک در نقش چا اون جه یک جراح قلب ماهر، در کنار آن هیو-سوپ بازی کرد.
در سال ۲۰۲۲، لی در درام ستاره‌های دنباله‌دار در شبکه تی‌وی‌ان در کنار کیم یونگ ده ایفای نقش کرد. در سال ۲۰۲۳، او در درام بهش بگو عشق در کنار کیم یونگ-کوانگ بازی کرد.

## فعالیت‌های بشر دوستانه
در ۱۲ اوت ۲۰۲۲، لی سونگ کیونگ مبلغ ۱۰۰ میلیون وون از طریق انجمن امدادرسانی پل امید کره برای سیل ۲۰۲۲ کره جنوبی اهدا کرد.

## ترانه‌شناسی

### تک‌آهنگ‌ها
| عنوان | سال                   | بهترین موقعیت جدول    | آلبوم                           |                       |                       |
| عنوان | سال                   | گائون                 | آلبوم                           |                       |                       |
| به عنوان آرتیست همکار                                                                                             | به عنوان آرتیست همکار | به عنوان آرتیست همکار | به عنوان آرتیست همکار           | به عنوان آرتیست همکار | به عنوان آرتیست همکار |
| --- | --------------------- | --------------------- | ------------------------------- | --------------------- | --------------------- |
| «لب‌هایم مثل قهوهٔ گرم هستند» (My Lips like Warm Coffee; 내 입술 따뜻한 커피처럼) (ادی کیم با همکاری لی سونگ کیونگ) | ۲۰۱۶                  | ۳                     | تک‌آهنگ بدون آلبوم               |                       |                       |
| همکاری‌ها |                       |                       |                                 |                       |                       |
| «عاشقتم» (I Love You; 사랑의 단상) (به همراه د پیپرز)                                                             | ۲۰۱۳                  | —                     | 랑의 단상 فصل ۴: آهنگ تو و من   |                       |                       |
| «عشق» (Love; 러브) (به همراه لوکو)                                                                                | ۲۰۲۱                  | ۲۵                    | دوئت میت                        |                       |                       |
| موسیقی متن |                       |                       |                                 |                       |                       |
| «رنگ‌های واقعی» (True Colors; 세로라이브) (به همراه پارک هیونگ شیک)                                                | ۲۰۱۷                  | —                     | اواس‌تی ترول‌ها (ورژن کره‌ای)      |                       |                       |
| «دوباره بلند شو» (Get Back Up Again)                                                                              | ۲۰۱۷                  | —                     | اواس‌تی ترول‌ها (ورژن کره‌ای)      |                       |                       |
| «تنها کس من» (My Only One Person)                                                                                 | ۲۰۱۸                  | —                     | اواس‌تی موزیکال ویژه درباره زمان |                       |                       |
| «من همینم که هستم» (I Am What I Am)                                                                               | ۲۰۱۸                  | —                     | اواس‌تی موزیکال ویژه درباره زمان |                       |                       |
| «فردا روز بهتری خواهد بود» (Tomorrow will be a better day!)                                                       | ۲۰۱۸                  | —                     | اواس‌تی موزیکال ویژه درباره زمان |                       |                       |
| «وقت نمایشه» (Show Time) (به همراه را می ران)                                                                     | ۲۰۱۹                  | —                     | اواس‌تی خانم‌های پلیس             |                       |                       |
| «—» بیانگر انتشاری است که در قلمروی آن جدول نبوده یا منتشر نشده‌است.                                               |                       |                       |                                 |                       |                       |

### سایر آهنگ‌های قرار گرفته در جدول‌ها
| عنوان                                                                 | سال  | بهترین موقعیت جدول | آلبوم |
| عنوان                                                                 | سال  | گائون              | آلبوم |
| --------------------------------------------------------------------- | ---- | ------------------ | ----- |
| «آخرین سکانس» (Last Scene; 마지막 장면) (سای با همکاری لی سونگ کیونگ) | ۲۰۱۷ | ۱۳                 | ۸=۲×۴ |

## جوایز و نامزدی‌ها
| مراسم جوایز                     | سال  | دسته                                           | نامزد / اثر                                                     | نتیجه    | منابع         |
| ------------------------------- | ---- | ---------------------------------------------- | --------------------------------------------------------------- | -------- | ------------- |
| جوایز ستارگان ای‌پی‌ای‌ان          | ۲۰۱۵ | بهترین بازیگر تازه‌کار زن                       | گل ملکه                                                         | نامزدشده |               |
| جوایز ستارگان ای‌پی‌ای‌ان          | ۲۰۲۰ | جایزه برترین بازیگر زن در یک مینی‌سریال         | دکتر رمانتیک ۲                                                  | نامزدشده | [ ۴۱ ]        |
| جوایز آرتیست آسیا               | ۲۰۱۸ | آرتیست سال                                     | لی سونگ کیونگ                                                   | برنده    | [ ۴۲ ]        |
| جوایز آرتیست آسیا               | ۲۰۱۸ | بهترین احساسات                                 | لی سونگ کیونگ                                                   | برنده    | [ ۴۲ ]        |
| جوایز آرتیست آسیا               | ۲۰۲۰ | جایزه بهترین بازیگر زن                         | دکتر رمانتیک ۲                                                  | برنده    | [ ۴۳ ]        |
| جوایز مدل آسیا                  | ۲۰۲۰ | جایزه ستاره مدل                                | لی سونگ کیونگ                                                   | برنده    | [ ۴۵ ] [ ۴۶ ] |
| مسابقات سوپر مدل آسیا اقیانوسیه | ۲۰۰۹ | جایزه مدل موی جدید یونیکس                      | لی سونگ کیونگ                                                   | برنده    | [ ۴۷ ]        |
| جوایز هنری بکسانگ               | ۲۰۱۶ | بهترین بازیگر تازه‌کار زن (تی‌وی)                | گل ملکه                                                         | نامزدشده |               |
| جوایز فشن سی‌اف‌دی‌کی              | ۲۰۱۴ | بهترین فشن مدل زن سال                          | لی سونگ کیونگ                                                   | برنده    | [ ۴۸ ] [ ۴۹ ] |
| جوایز هنری فیلم چونسا           | ۲۰۱۹ | جایزه محبوبیت ویژه                             | خانم‌های پلیس                                                    | برنده    | [ ۵۰ ]        |
| جوایز درامای کره                | ۲۰۱۵ | بهترین بازیگر تازه‌کار زن                       | گل ملکه                                                         | نامزدشده |               |
| جوایز مکس مووی                  | ۲۰۱۶ | ستاره در حال پیشرفت                            | لی سونگ کیونگ                                                   | برنده    | [ ۵۱ ]        |
| جوایز درامای ام‌بی‌سی             | ۲۰۱۵ | بهترین بازیگر تازه‌کار زن در یک درام پروژه ویژه | گل ملکه                                                         | برنده    | [ ۹ ]         |
| جوایز درامای ام‌بی‌سی             | ۲۰۱۵ | جایزه محبوبیت، بازیگر زن                       | گل ملکه                                                         | نامزدشده |               |
| جوایز درامای ام‌بی‌سی             | ۲۰۱۵ | جایزه بهترین زوج                               | لی سونگ کیونگ (به همراه یون پارک) (گل ملکه)                     | نامزدشده |               |
| جوایز درامای ام‌بی‌سی             | ۲۰۱۶ | جایزه برترین بازیگر زن در یک مینی‌سریال         | پری وزنه‌برداری کیم بوک‌جو                                        | برنده    | [ ۵۲ ]        |
| جوایز درامای ام‌بی‌سی             | ۲۰۱۶ | جایزه بهترین زوج                               | لی سونگ کیونگ (به همراه نام جو هیوک) (پری وزنه‌برداری کیم بوک‌جو) | نامزدشده | [ ۵۲ ]        |
| جوایز درامای اس‌بی‌اس             | ۲۰۱۶ | جایزه ویژه، بازیگر زن در یک درام               | پزشکان                                                          | نامزدشده |               |
| جوایز درامای اس‌بی‌اس             | ۲۰۲۰ | جایزه بازیگر برتر زن در یک مینی‌سریال           | دکتر رمانتیک ۲                                                  | برنده    | [ ۵۳ ]        |
| جوایز درامای اس‌بی‌اس             | ۲۰۲۰ | جایزه بهترین زوج                               | لی سونگ کیونگ (به همراه آن هیو-سوپ) (دکتر رمانتیک ۲)            | نامزدشده | [ ۵۴ ]        |
| مسابقه سوپر مدل                 | ۲۰۰۸ | جایزه لکس                                      | لی سونگ کیونگ                                                   | برنده    | [ ۵۵ ]        |